# Máximo de Pavía
Máximo fue obispo de Pavia. Se conservan testimonios de algunos de sus actos por su presencia en varios concilios convocados en Roma durante el mandato del papa Simaco.